# Arisarum
Arisarum là một chi thực vật có hoa trong họ Ráy

## Hình ảnh

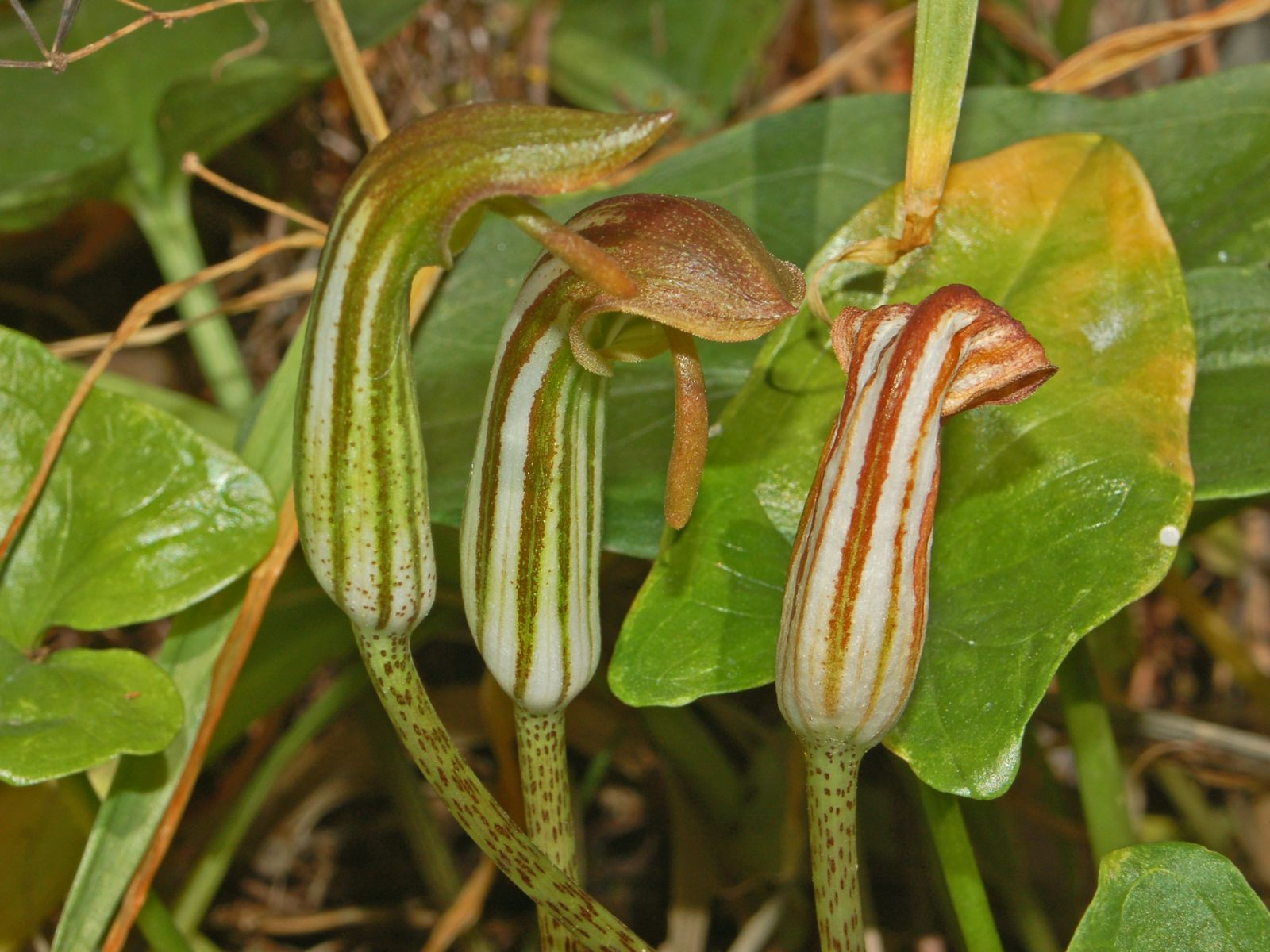
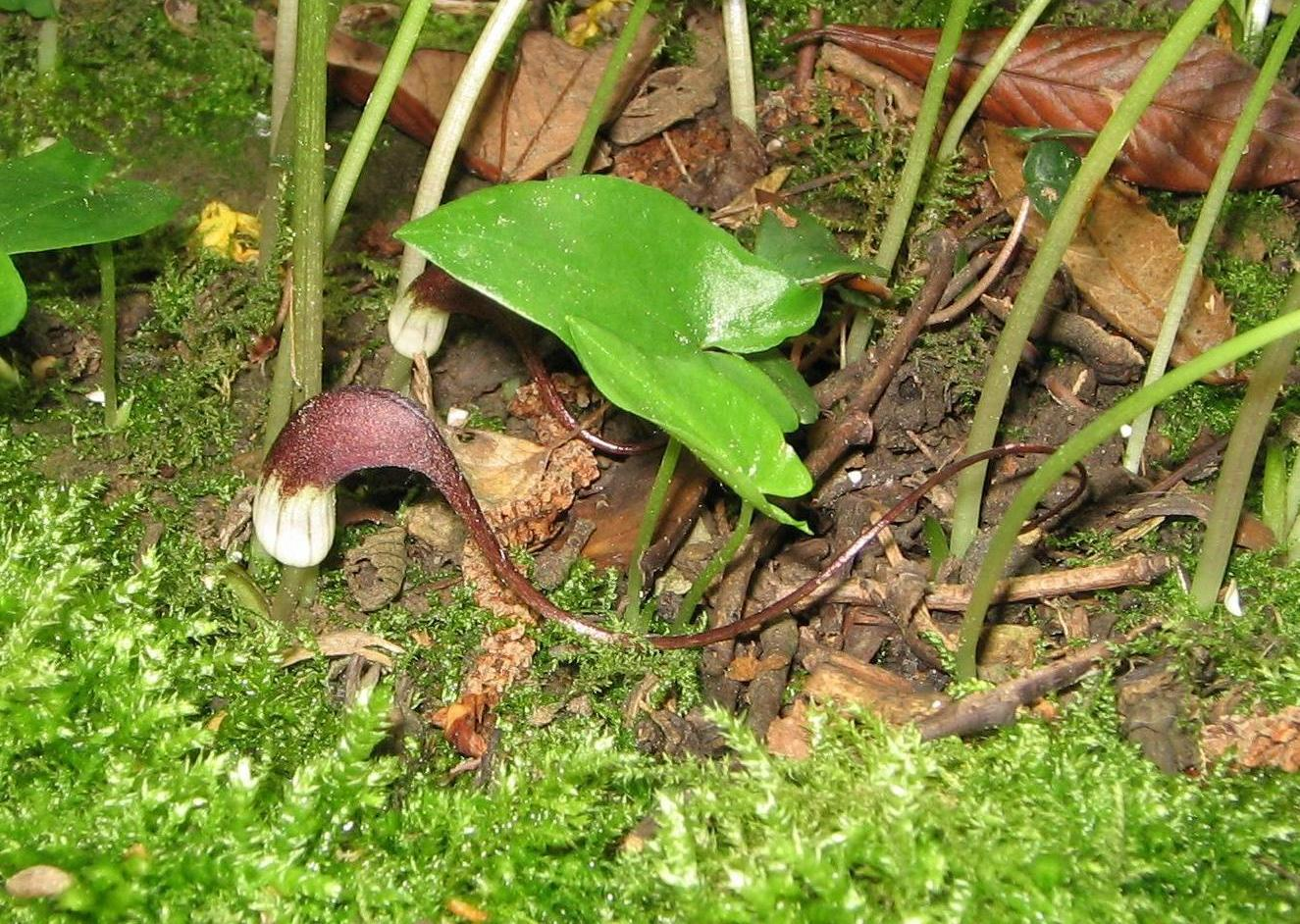
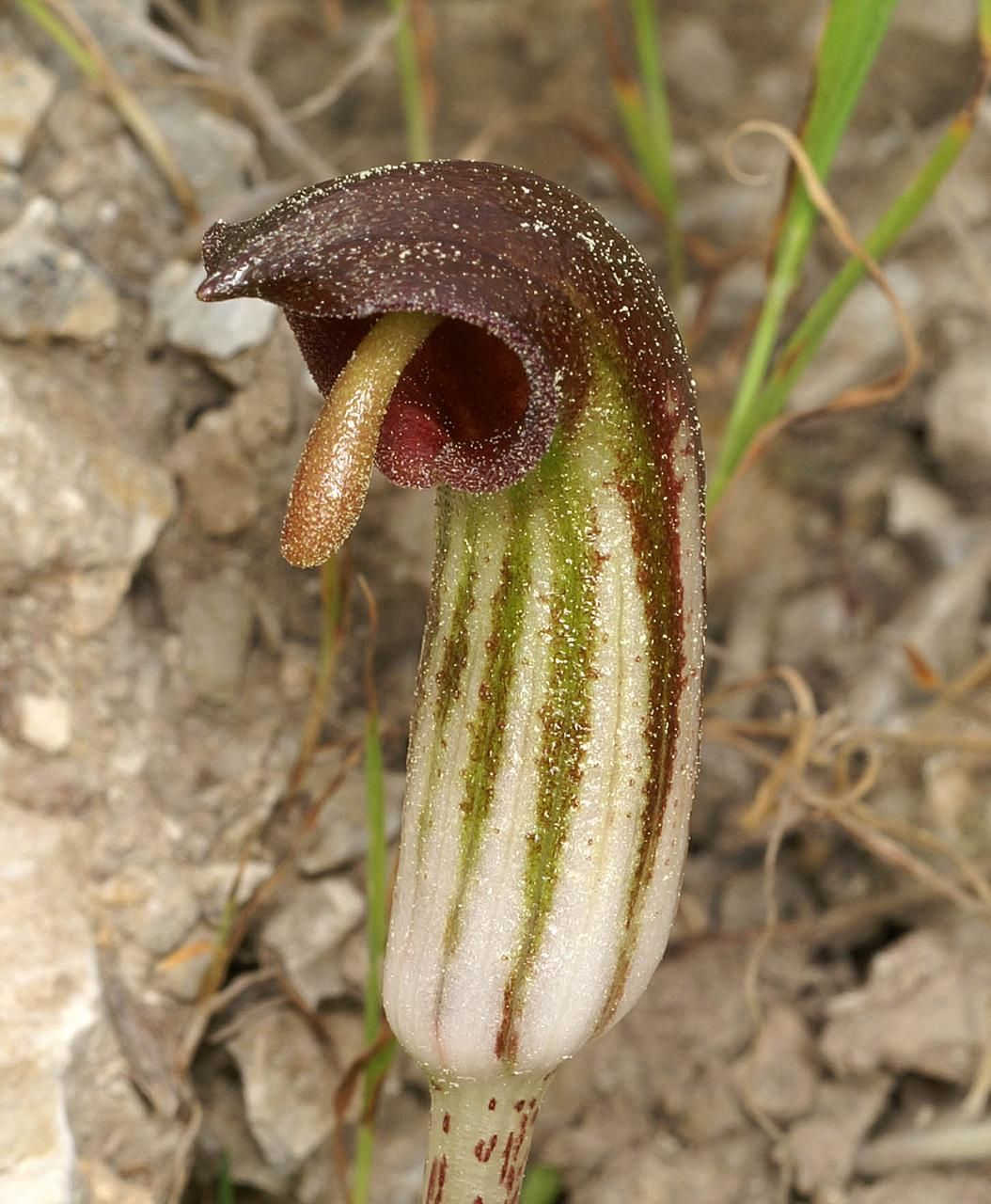
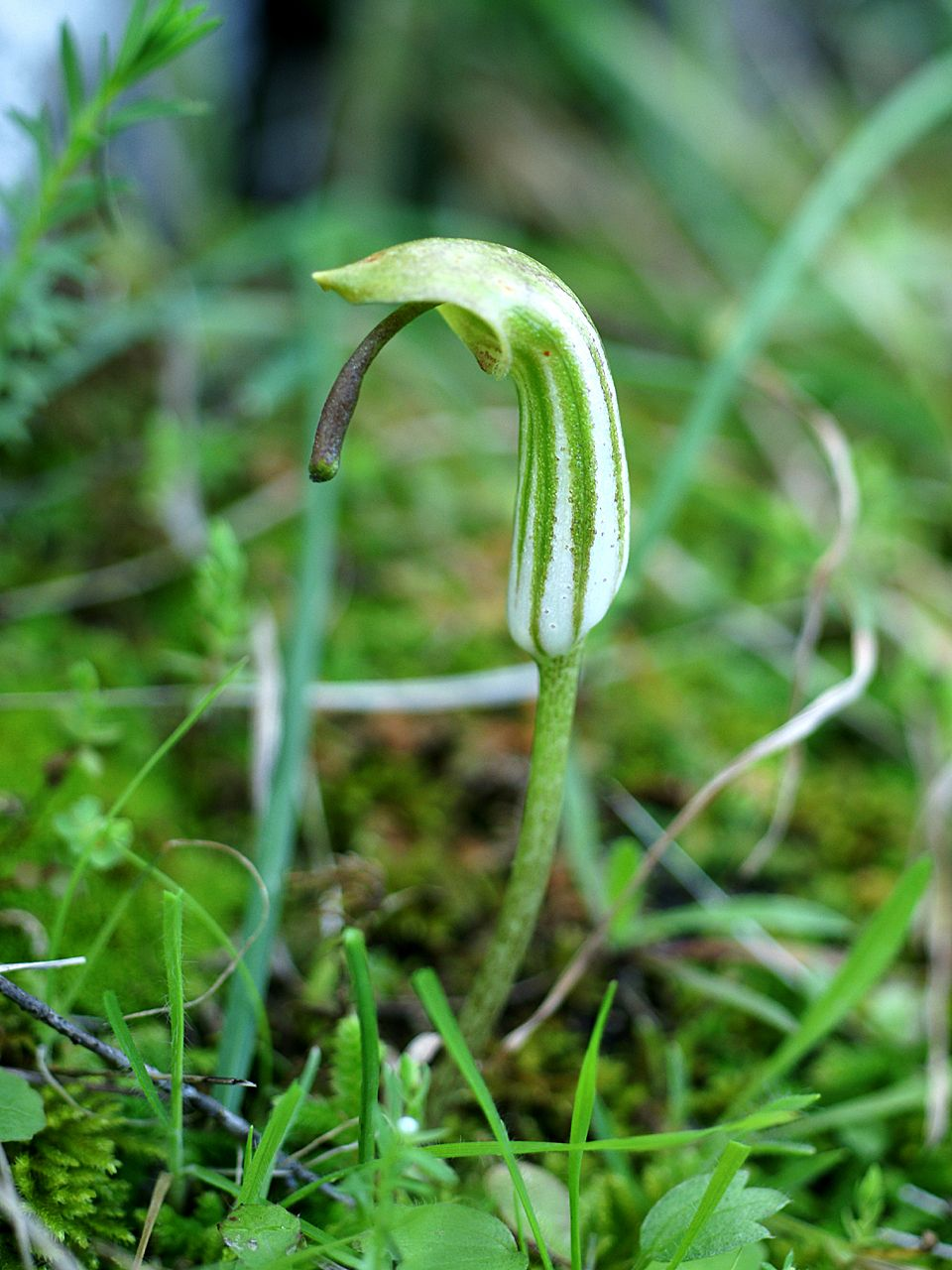

## Loài
Chi này gồm các loài sau: